# Битка при Габиена
Битката при Габиена (на гръцки: Γαβιηνής, Gabiene) е последният военен конфликт през Втората диадохска война след смъртта на Александър Велики между Антигон I Монофталм и Евмен от Кардия през зимата 316 г. пр. Хр. при Габиена (в днешен Иран). Антигон I Монофталм побеждава чрез предателство. С тази битка завършва Втората диадохска война.